# Sbiten

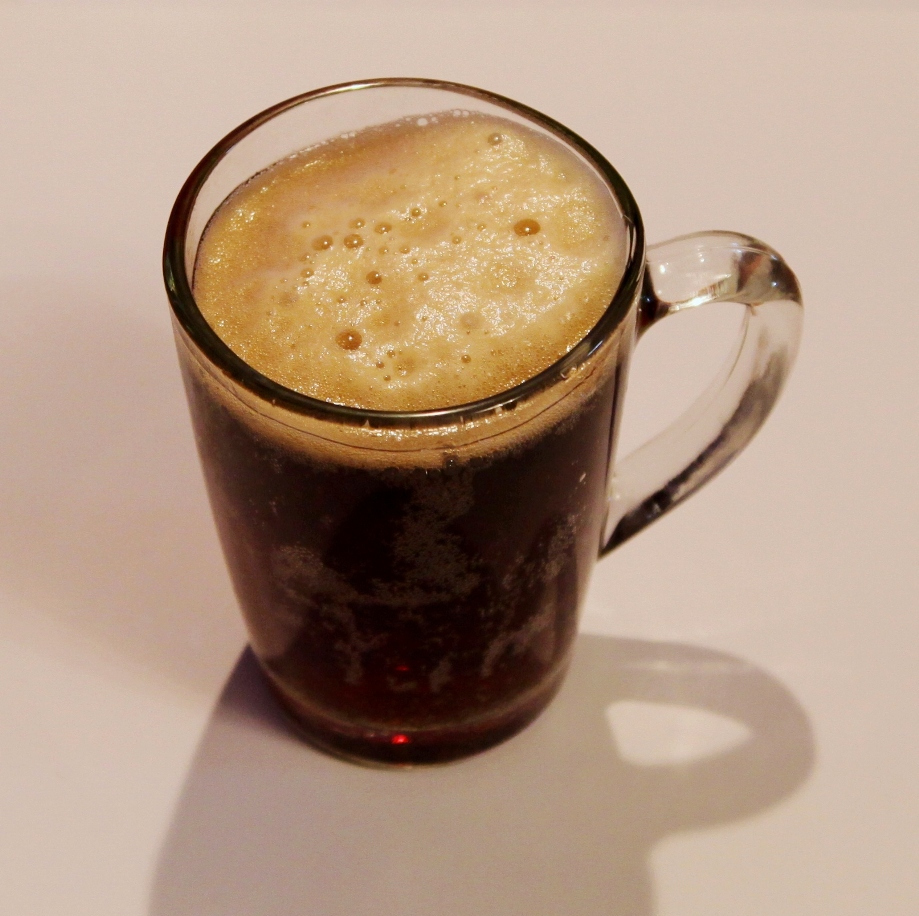
Sbiten

Sbiten, còn gọi là sbiten' (tiếng Nga: сбитень), là một loại đồ uống truyền thống của người Nga, thường được dùng vào mùa đông.

## Lịch sử
Được nhắc đến lần đầu tiên trong biên niên sử Xla-vơ năm 1128. Nó là đồ uống phổ biến với tất cả mọi tầng lớp xã hội Nga cho đến thế kỷ 19, khi được dùng thay cho trà và cà phê. Thế kỷ 21, nó được phục hồi trở lại, trở thành một loại đồ uống được sản xuất hàng loạt tại Nga.

## Cách pha chế
Giống như rượu mật ong và medovukha, sbiten có thành phần bao gồm mật ong trộn với nước, các loại gia vị và mứt hoa quả. Công thức pha chế sbiten' được mô tả trong Domostroy từ thế kỷ 16. So với kvass, sbiten' có cách pha chế đơn giản hơn. Trong một số công thức pha chế, mật ong, các loại gia vị, nước trái cây được đun sôi, sau đó trộn 2 phần lại với nhau rồi đun sôi thêm một lần nữa. Trong công thức pha chế khác, các thành phần này được đun sôi cùng một lúc. Nó cũng có thể được thực hiện bằng cách dùng rượu vang đỏ thay cho nước. Sau đó được trang trí với là bạc hà hoặc quế.
Ở Nga, sbiten' thường được chứa trong một chiếc ấm đun nước lớn gọi là samovar.
Sbiten' cũng có thể sử dụng lạnh trong mùa hè

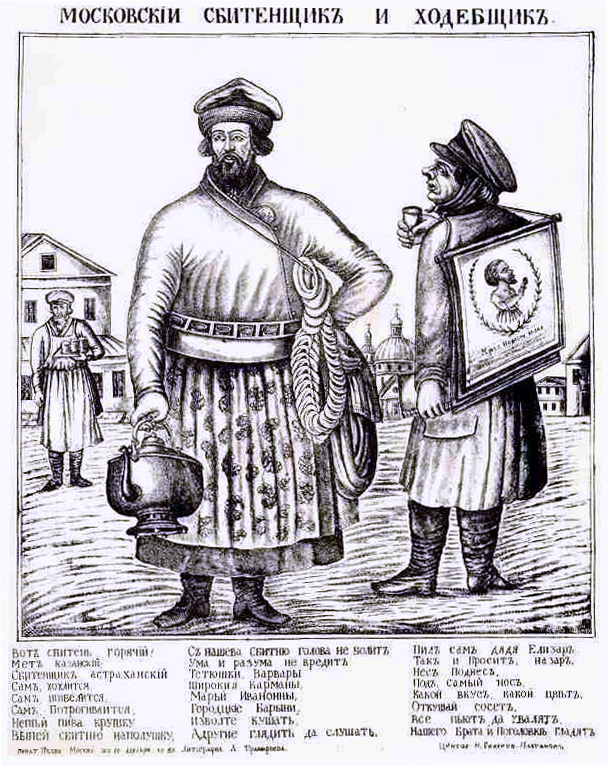
Sbitenshchik và Khodebshchik, lubok thế kỷ 19)

## Sbitenshchik
Sbitenshchik (tiếng Nga: сбитенщик) là một nhà sản xuất sbiten tại Nga từ thế kỷ 12.
Vở nhạc kịch The Sbiten Vendor (Сбитенщик – Sbitenshchik) của Yakov Knyazhnin năm 1783, với phần nhạc của nhà soạn nhạc người Séc, Antoine Bullant, rất phổ biến ở thế kỷ 18-19 tại Nga.

## Trích dẫn
"Ở tầng thấp hơn là một cửa hàng bán vòng cổ ngựa, dây thừng, bánh vòng,... và trong góc quán, hay đúng hơn là tại cửa sổ của nó, một người ngồi bán sbiten, với một ấm đun nước bằng đồng đỏ, và một khuôn mặt như đỏ như ấm đun nước của mình" (Gogol," Dead Souls ", 1837-1838, Chương I).